# Giglio (scout)

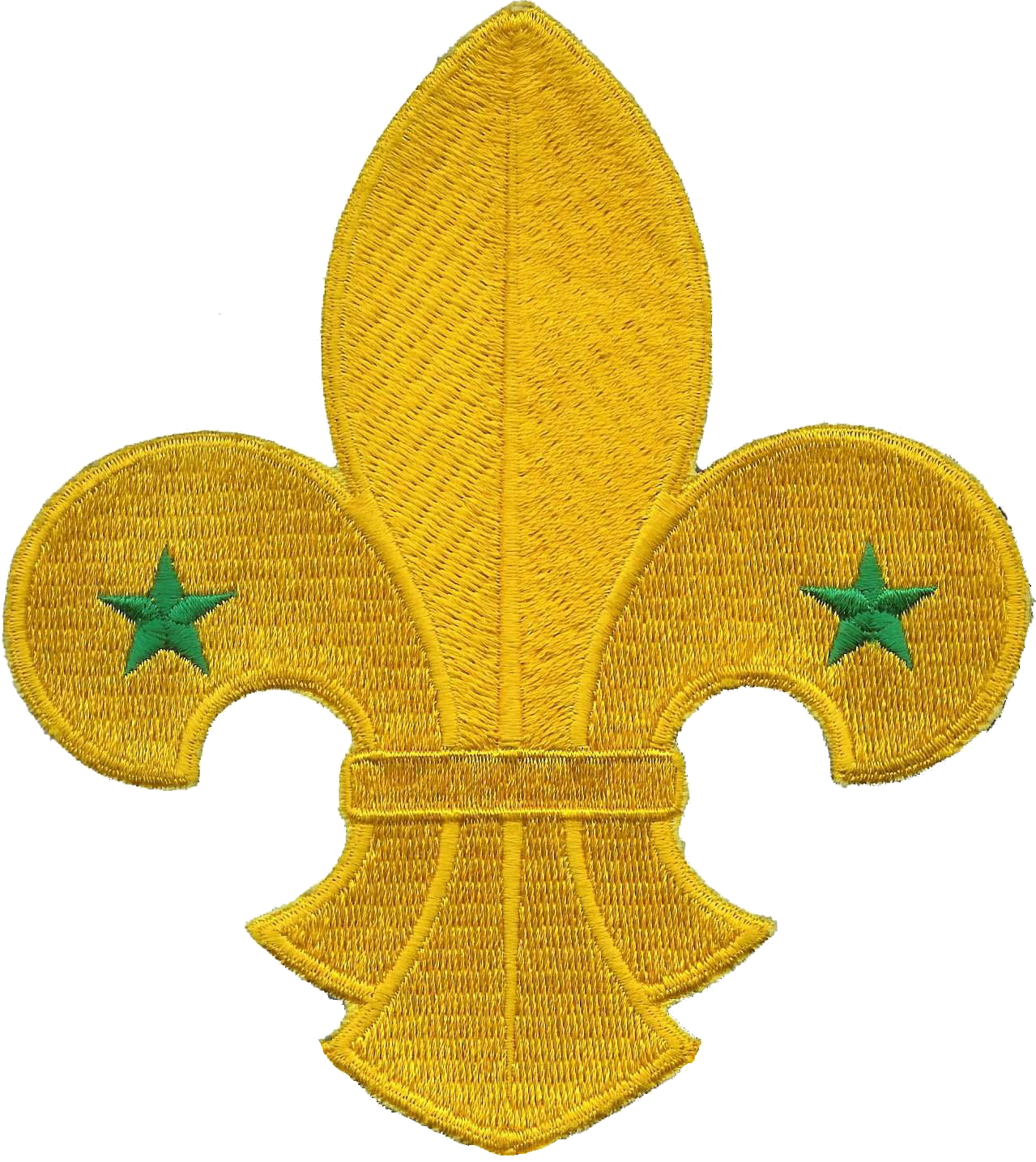
Il giglio scout

Il giglio è uno dei principali simboli dello scautismo, e appare nei loghi della maggior parte delle associazioni scout del mondo.
I tre petali del giglio rappresentano i tre punti della Promessa scout delle origini (compiere il dovere verso Dio e il Paese, aiutare gli altri, osservare la legge scout), esattamente come i tre petali del trifoglio per le guide.
Robert Baden-Powell, il fondatore dello scautismo, spiegò che gli scout hanno adottato il giglio come simbolo per il suo uso nella rosa della bussola, perché "punta nella giusta direzione (e verso l'alto) girando né a destra né a sinistra, dato che queste riportano indietro".
Le due piccole stelle rappresentano la verità e la conoscenza, e le loro cinque punte (10 sommate) rappresentano i dieci articoli della Legge scout.
Il nodo piano rappresenta la forza dello scautismo mondiale, e ricorda di compiere sempre la Buona Azione. La corda rappresenta il legame di fratellanza fra gli scout nel mondo, e l'anello che tiene insieme i petali rappresenta l'unità di ideali e valori, espressi con la Promessa scout, fra gli scout.